# جوش فيلالوبوس
جوش فيلالوبوس (بالإنجليزية: Josh Villalobos)‏ هو لاعب كرة قدم أمريكي في مركز الوسط، ولد في 13 نوفمبر 1985 في فاييتفيل في الولايات المتحدة. شارك مع منتخب الولايات المتحدة تحت 17 سنة لكرة القدم ومنتخب الولايات المتحدة تحت 18 سنة لكرة القدم ومنتخب بورتوريكو لكرة القدم. أما مع النوادي، فقد لعب مع Salem City FC ‏.